# Connor Widdows
Connor Widdows (* 27. Januar 1992 in Vancouver) ist ein kanadischer Filmschauspieler, der als Kinderdarsteller startete.

## Leben
Connor Widdows ist Sohn der Casting-Directorin Kathleen Widdows. Auch seine Schwester Sarah Widdows war als Kinderdarstellerin tätig. 
Widdows startete mit 7 Jahren in der Serie Millennium – Fürchte deinen Nächsten wie Dich selbst. 2001 spielte er „Andy Malloy“ in Freddy Got Fingered. Ab 2003 spielte er „Jones“ in X-Men 2 und dem Folgefilm sowie als Alex Banks, der Bruder der Hauptfigur, in Agent Cody Banks und dem Folgefilm. 2011 hatte er seinen letzten Serienauftritt, insgesamt wirkte er in 30 Produktionen mit.

## Filmografie (Auswahl)
- 1999: Millennium – Fürchte deinen Nächsten wie Dich selbst (Millenium, Fernsehserie, eine Folge)
- 2001: Freddy Got Fingered
- 2001: Ohne Worte (Say It Isn’t So)
- 2001: Mile Zero
- 2002: Beautiful Joe
- 2003: X-Men 2 (X2)
- 2003: Agent Cody Banks
- 2003–2004: Battlestar Galactica (Fernsehserie, 3 Folgen)
- 2004: Agent Cody Banks 2: Mission London (Agent Cody Banks: Destination London)
- 2006: X-Men: Der letzte Widerstand (X-Men: The Last Stand)
- 2006: Rache ist sexy (John Tucker Must Die)
- 2008–2009: Smallville (Fernsehserie, 2 Folgen)
- 2011: Fairly Legal (Fernsehserie, eine Folge)